# Kameyama (Mie)
Kameyama (亀山市?, Kameyama-shi) è una città giapponese della prefettura di Mie.

## Amministrazione

### Gemellaggi
- Gose, dal 1998
- Habikino, dal 1998